# زبان یونانی کوینه
یونانی کوینه (به یونانی: κοινή) گونه‌ای فرامنطقه‌ای از زبان گفتاری یونانی بود که در روزگار هلنی و رومی به عنوان گویش میانجی مناطق گوناگون یونانی‌زبان به‌کار می‌رفت. یونانی کوینه در پی گسترش فتوحات اسکندر مقدونی در سده چهارم پیش از میلاد پدید آمد و در سده‌های پس از آن در مناطق بزرگی از مدیترانه و خاورمیانه کاربرد داشت و بعدها زبان غالب امپراتوری بیزانس شد. واژه کوینه به معنای همگانی است. به یونانی کوینه، گویش اسکندری، یونانی اتیک، و یونانی هلنی هم گفته شده‌است.
یونانی کوینه ترکیبی از گویش اتیک، گویش‌های مرتبط ایونی و لهجه آتن بود و فرایندی را آغاز کرد که منجر به ایجاد نخستین گویش مشترک یونانی و به صورت میانجی درآمدن یونانی در طول مدیترانه شرقی و خاور نزدیک شد. یونانی کوینه را می‌توان در سرزمین‌های تسخیرشده توسط اسکندر مقدونی، از مصر تا کناره‌های هند نیز ردیابی کرد. پس از فتح یونان به دست رومی‌ها، به‌طور غیررسمی یک چندزبانگی یونانی و لاتین بر شهر رم حاکم شد و یونانی کوینه زبان اول یا دوم امپراتوری روم به‌شمار می‌رفت. تأثیر کوینه بر مسیحیت نیز قابل توجه است چرا که حواریون از این زبان برای گسترش و تبلیغ مسیحیت استفاده می‌کردند. نسخهٔ اصلی عهد جدید و نسخهٔ هفتادگانی از عهد عتیق نیز بدین زبان نگاشته شده‌اند و از همین رو، یونانی کوینه، یونانی عهد جدید و یونانی انجیلی نیز نام دارد.

## توضیحات بیشتر
یونانی کوینه (به یونانی: ἡ κοινὴ διάλεκτος به معنای «گویش همگانی») که با نام‌های گوناگونی چون «یونانی هلنیستی»، «آتیک همگانی»، «گویش اسکندرانی»، «یونانی کتاب مقدس»، «یونانی سپتواگینت» یا «یونانی عهد جدید» نیز شناخته می‌شود، گونهٔ فرامنطقه‌ای رایج زبان یونانی در دوران هلنیستی، امپراتوری روم و اوایل امپراتوری بیزانس بود. این زبان از گسترش یونانی پس از فتوحات اسکندر مقدونی در سدهٔ چهارم پیش از میلاد پدید آمد و برای چندین قرن زبان میانجی بخش بزرگی از حوضه مدیترانه و خاورمیانه بود. بنیان آن عمدتاً بر یونانی آتیک و گونه‌های خویشاوند یونانی ایونیه‌ای استوار بود و به‌واسطهٔ هم‌سطح‌سازی گویشی، عناصری از سایر گویش‌ها را نیز دربرگرفت.
یونانی کوینه طیفی از سبک‌ها را شامل می‌شد، از شکل‌های ادبی محافظه‌کارانه تا زبان گفتاری رایج زمانه. این زبان، به‌عنوان زبان غالب امپراتوری بیزانس، به‌تدریج به یونانی قرون وسطایی و سپس به یونانی نوین دگرگون شد. گونهٔ ادبی کوینه ابزار نگارش بسیاری از آثار علمی و ادبی یونانی پساکلاسیک، مانند نوشته‌های پلوتارک و پولیبیوس بود. این زبان همچنین زبان سِپتواگینت (ترجمهٔ یونانی سدهٔ سوم پیش از میلاد از کتاب مقدس عبری)، عهد جدید مسیحی و بیشتر نوشته‌های الهیات مسیحی اولیهٔ پدران کلیسا بود. مارکوس اورلیوس، امپراتور روم، اندیشه‌های شخصی خود را به یونانی کوینه نوشت که امروزه با نام تأملات شناخته می‌شود. این زبان همچنان زبان آیین‌های مذهبی در کلیسای ارتدکس یونان و برخی کلیساهای کاتولیک یونانی است.
نام انگلیسی «Koine» از واژهٔ یونانی ἡ κοινὴ διάλεκτος به معنی «گویش همگانی» گرفته شده است. واژهٔ κοινή در یونانی به معنی «همگانی» است. تلفظ این واژه در دوران باستان از تلفظ در یونانی باستان: [koinɛː] نزدیک به تلفظ آتیک کلاسیک به‌تدریج به شکل‌های متأخر نزدیک به یونانی نوین تغییر یافت. در یونانی امروز، این زبان را Ελληνιστική Κοινή («یونانی هلنیستی») می‌نامند.
یونانی کوینه در سپاه اسکندر مقدونی به‌عنوان یک گویش مشترک پدید آمد و از مصر بطلمیوسی تا امپراتوری سلوکی در میان‌رودان گسترش یافت و جایگزین گویش‌های یونانی باستان شد. در بسیاری از استان‌های شرقی امپراتوری روم، حتی در جاهایی که یونانی زبان غالب نبود، این زبان، زبان اداری، نوشتاری و فرهنگی نخبگان بود.
خاستگاه زبانی این گویش از دیرباز محل بحث بوده است. بیشتر پژوهشگران امروز بر این باورند که کوینه در اصل گونه‌ای از آتیک با آمیختگی عناصر ایونیه‌ای و برخی دیگر از گویش‌هاست. بسته به منطقه، ویژگی‌های گویش‌های دیگر در آن کم یا زیاد بود؛ برای نمونه، کوینهٔ مستعمرات ایونیه در آناتولی ویژگی‌های ایونیه‌ای بیشتری داشت و گونه‌های لکونیا و قبرس برخی ویژگی‌های یونانی دوری و یونانی آرکادو–قبرسی را حفظ کرده بودند.
منابع پژوهش دربارهٔ کوینه شامل سنگ‌نوشته‌ها، پاپیروس‌ها، سِپتواگینت، عهد جدید و حتی شواهد زنده از گویش‌های یونانی نوین است که برخی ویژگی‌های کهن را حفظ کرده‌اند؛ مانند یونانی پونتیک و یونانی کاپادوکی که تلفظ کهن η به صورت «e» را نگاه داشته‌اند و زبان تساکونی که «آ»ی بلند را به جای η حفظ کرده است.
گونه‌ای از کوینه که در ترجمهٔ کتاب مقدس و متون مسیحی به‌کار رفت، به «یونانی کتاب مقدس» مشهور است. منابع اصلی آن سِپتواگینت و عهد جدید است. سپتواگینت، که در سدهٔ سوم پیش از میلاد ترجمه شد، برخی ویژگی‌های نحوی و واژگانی غیرمعیار داشت که احتمالاً بازتاب ترجمهٔ لفظ‌به‌لفظ از زبان عبری کتاب مقدس یا زبان آرامی یا بازتاب زبان یونانی رایج یهودیان هلنیستی بود. نویسندگان عهد جدید در بیش از نیمی از نقل‌قول‌های خود از عهد عتیق از ترجمه‌های سپتواگینت پیروی کرده‌اند.

## الفبا
الفبای یونانی ۲۴حرف دارد که در زیر از راست به چپ مرتب گردیده‌اند:
| حروف بزرگ |   |   |   |   |   |   |   |   |   |   |   |   |   |   |   |   |     |   |   |   |   |   |   |
| Α         | Β | Γ | Δ | Ε | Ζ | Η | Θ | Ι | Κ | Λ | Μ | Ν | Ξ | Ο | Π | Ρ | Σ   | Τ | Υ | Φ | Χ | Ψ | Ω |
| حروف کوچک |   |   |   |   |   |   |   |   |   |   |   |   |   |   |   |   |     |   |   |   |   |   |   |
| α         | β | γ | δ | ε | ζ | η | θ | ι | κ | λ | μ | ν | ξ | ο | π | ρ | σ/ς | τ | υ | φ | χ | ψ | ω |

تلفظ حروف به شکل زیر است:
| - Α α: آلفا - Β β: بتا - Γ γ: گاما - Δ δ: دلتا - Ε ε: اپسیلن - Ζ ζ: زتا - Η η: اتا - Θ θ: تتا | - Ι ι: یوتا - Κ κ: کاپا - Λ λ: لامبدا - Μ μ: موو - Ν ν: نوو - Ξ ξ: کی سی - Ο ο: اُمیکرون - Π π: پی | - Ρ ρ: رو - Σ σ/ς: سیگما - Τ τ: تاو - Υ υ: آپسیلن - Φ φ: فی - Χ χ: خی - Ψ ψ: سای - Ω ω: اُمگا |